# The Searchers
The Searchers (укр. Шукачі)  — британський рок-гурт. Утворений 1960 року у місті Ліверпуль.
До першого складу групи входили: Майк Пендер (Mike Pender), справжнє прізвище Пендергаст (Pendergast), 3 березня 1942, Ліверпуль, Велика Британія — вокал, гітара; Джон Макнеллі (John McNelly), 30 серпня 1941, Ліверпуль, Велика Британія — вокал, гітара; Тоні Джексон (Tony Jackson), 16 липня 1940, Ліверпуль, Велика Британія — вокал, бас-гітара та Норман Макгеррі (Norman McGarry) — ударні.

## Історія
На початку своєї кар'єри гурт акомпанував ліверпульському співаку Джонні Сендону. 1962 року гурт, взявши назву однойменного вестерну Джона Форда, залишила Сендона, а місце Макгеррі зайняв Кріс Кертіс (Chris Curtis), справжнє прізвище Креммі (Crummy), 26 серпня 1941, Олдем, Велика Британія. Того ж року гурт з'явився у Гамбурзі, а наступного року після надіслання власної демо-платівки імпресаріо Тоні Хетчу, уклала угоду з фірмою «Pye Records». їх дебютну композицію Дока Помуса та Морта Шумана «Sweets For My Sweet» відрізняло досить професійне звучання та мелодія, що легко сприймалась. Влітку 1963 року цей твір злетів на перше місце британського чарту, поставивши The Searchers на один рівень поряд з ліверпульськими групами, що перебували під опікою Браяна Епштейна. Альбом «Meet The Searchers» у таких стандартах, як «Farmer John» та «Love Potion Number 9» виявив ритм-енд-блюзове походження гурту. Приблизно десь у цей період Тоні Хетч написав пісню «Sugar & Spice», яка потрапила на черговий сингл гурту. Платівка опинилась у першій п'ятірці, але до першого місця все ж не дійшла. Вона стала третім синглом The Searchers, що здобув міжнародну популярність. Наступним великим хітом була композиція Джека Нітзше та Сонні Боно «Needles & Pins», яка довго трималась на вершині британського чарту, а під кінець 1964 року ввійшла також до американського Тор 20.
Того ж 1964 року гурту залишив Тоні Джексон, чий своєрідний фальцет ототожнювали з раннім звучанням The Searchers. його місце зайняв Франк Оллен (Frank Allan), справжнс ім'я Френсіс МакНіс (Francis McNiece), 14 грудня 1943, Хайс, Велика Британія, який входив до формації Cliff Bennett & The Rabal Rousers. Реформований склад записав нову версію твору «Don't Throw Your Love Away» з репертуару гурту Orlons, і втрете ввів свій сингл на перше місце британського чарту. Динамічна інтерпретація пісні Джекі Де Шеннона «When You Walk In The Room» принесла гурту наступний сингловий успіх. Хоча їх інтерпретація пісні-протесту Мелвіни Рейнолдс «What Have They Done To The Rain?» здобула меншу популярність, ніж попередні роботи, проте виявила фолк-роковий потенціал The Searchers. Однак гурт швидко повернувся до старого звучання, що відразу принесло місце у британському Тор 5 синглу «Goodbye My Love» (1965). Але період найбільшої популярності Searchers вже пройшов, і здавалося, що вони навряд чи обійдуть таких конкурентів, як Billy J.Kramer & The Dakotas та Gerry & The Pacemakers. Однак 1965 року гурт здобув черговий успіх у США синглом «Love Potion Number 9» з репертуара The Coasters, який увійшов до першої десятки. Британський хіт Кертіса і Пендера «He's Got No Love» довів, що гурт сам у змозі писати добрі пісні, але неспроможний їх утримувати на високих позиціях у чартах. Поява на синглі композиції Пі. Еф. Слоена «Take Me For What I'm Worth» була зобов'язана перш за все захопленням членами групи фолк-роком та творчістю Боба Ділана. Однак підсумком цього став раптовий спад популярності, а після виходу Керстіса 1966 року і розрив контракту з фірмою «Руе». Однак The Searchers надалі продовжили грати, зробивши невеликі персональні зміни (ударником групи спочатку став Джон Блант (John Blunt), а 1969 року Біллі Адамсон (Billy Adamson). 1979 року гурт здійснив спробу повернути успіх багатообіцяючим альбомом, однак публіка зустріла його прохолодно. Після поразки чергової роботи «Play For Today» гурт залишив ринок і виступає у різних кабаре. 1985 року місце Пендера зайняв Спенсер Джеймс (Spencer James).

## Дискографія
- 1963: Meet The Searchers
- 1963: Sugar & Spice
- 1964: Hear! Hear!
- 1964: It's The Searchers
- 1964: This Is Us
- 1965: The New Searchers LP
- 1965: The Searchers Nr. 4
- 1965: Sounds Like The Searchers
- 1965: Take Me For What I'm Worth
- 1966: Take Me For What I'm Worth
- 1966: Smash Hits
- 1967: Smash Kite, Volume 2
- 1972: Second Take
- 1974: Needles & Pins
- 1979: The Searchers
- 1981: Play For Today
- 1982: 100 Minutes Of The Searchers
- 1987: Silver Searchers
- 1987: The Searchers Hits Coiectio"
- 1987: The Searchers Play The System Rarities, Oddities & Flipsides
- 1987: The EP Collection
- 1990: The Ultimate Collection
- 1992: 30th Anniversary Collection